# 岩手県道233号焼走り線
岩手県道233号焼走り線（いわてけんどう233ごう やけはしりせん）は、岩手県八幡平市を通る一般県道である。

## 概要
八幡平市中心部と観光名所の焼走り溶岩流・岩手山焼走登山口を結ぶ県道である。なお岩手山焼走り国際交流村より東は市道（東北自然歩道）となり、国道282号「参考林」丁字路へと至る。

### 路線データ
- 実延長：8,361.1 m[1]
- 起点：八幡平市平笠[1]（岩手山焼走り国際交流村前）
- 終点：八幡平市田頭[1]（県道301号交点）

## 歴史
- 1973年（昭和48年）3月30日 - 県道に認定される[1]。

## 地理

### 交差する道路
- 岩手県道301号渋民田頭線（八幡平市田頭第23地割）